# Везишница
Везишница је лијева притока реке Ћехотина, која протиче кроз општину Пљевља у Црној Гори. Река је настала спајањем две мање рјечице — Мандојевац и Змајевац, у селу Оџак (око 15 км од Пљевља). Њена дужина износи око 15 километара, а утиче у реку Цехотину у месту Радосавац, на рубу Пљевља.

## Рибљи фонд
Везишница је била једна од најбогатијих притока реке Цехотине, са великим бројем рибљих врста, као што су пастрмке, липљен, младице, клен и шкобљи. У прошлом периоду, посебно су били значајни велики примјерци пастрмке и младице који су се ловили на овом подручју, са тежином пастрмке до 4-5 кг и младице до 8-10 кг. У нижем току реке, нарочито у месту Радосавац, постојали су бројни виорови који су били омиљена места за купање и риболов.

## Промене током времена
Претходних 30 година, Везишница је значајно променила свој ток. Изградња ТЕ Пљевља и експлоатација угља у близини изворишта реке узроковали су значајне промене у водном режиму. Извори реке су каптирани за снабдевање градом питком водом, што је довело до смањења водозахвата. Осим тога, узводно од постројења, река је постала значајно сиромашнија, а ниже током прошла је кроз процес умирене екосистемске деградације — постала је "мртва" са замуљеним коритом, без флоре и фауне.

## Живот у горњем току
Иако је Везишница у доњем току постала стерилна и зараслa у шибље, горњи ток реке, узводно од термоелектране, и даље одржава животну средину. У овом делу реке и даље се налазе пастрмке, иако је њихова популација значајно смањена. Због оскудних водних ресурса, рибе су се повукле у делове реке који имају вегетацију и природне заклоне.

## Спој с Боровичким језером
Везишница је повезана са Боровичким језером преко потока који се улива у ову реку. Боровичко језеро је вештачко језеро настало након ископавања угља, а вода из овог језера одлази у реку Везишницу, што је утицало на богате рибље популације обе воде. У језеру су нађене и крупне пастрмке које су се, вероватно, повукле из реке Везишнице.

## Риболов
Риболов на Везишници, посебно у горњем току, и даље је популаран, али је значајно опао због промена у екосистему. Најчешће се лове мање пастрмке и понекад се могу наћи и већи примерци. Такође, у реци су присутне и друге врсте риба као што су клен, гаовице и пех. Иако је речица сада угрожена, нада се да ће природни циклус поново успоставити равнотежу у животној средини реке.